# Hakea
Hakea ist eine Pflanzengattung innerhalb der Familie der Silberbaumgewächse (Proteaceae). Für einige Arten verwendet man auch den Trivialnamen Nadelkissen. Die etwa 150 Arten kommen nur in Australien vor und die größte Artenvielfalt findet man im südlichen Western Australia.

## Beschreibung
Hakea-Arten  wachsen als Sträucher oder kleinere Bäume. Die jungen Zweige können mit zweiarmigen Trichomen bedeckt sein. Diese Behaarung ist zum Teil beständig, kann aber auch schnell verkahlen. Die spiralig am Zweig angeordneten Laubblätter sind stiellos, manchmal um den Zweig wachsend oder mit spitz zulaufender Basis, die einem Blattstiel ähnelt. Sie sind einfach oder zusammengesetzt, flach oder als Rundblätter ausgebildet, manchmal längs gerillt mit gezähntem oder ganzrandigem Blattrand. Beide Blattseiten sind ähnlich gestaltet, die Venatur ist deutlich oder unklar ausgeprägt.
Die Blütenstände stehen bei einigen Arten in einem Kegel aus Tragblättern, sie bilden sich meist axillar, selten entstehen sie auch aus dem älteren Holz oder stehen terminal. Es sind doldenförmige Trauben oder kurze Spindeln mit wenigen Blüten, nur selten sind es vielblütige Blütenstände in langen Spindeln. Die gestielten Blüten stehen meistens gepaart, gerade oder gebogen in der Knospe. Die Kelchblätter sind bis zur Bais getrennt oder sind miteinander verwachsen und nur an der Spitze getrennt. Unter dem Fruchtknoten steht meistens eine halbkreisförmige oder gebogen-lappige Drüse, die nur selten fehlt. Der Stempel ist unbehaart, der zweikammerige Fruchtknoten ist gestielt oder fast aufsitzend. Die Pollenpräsentation ist aufrecht, schräg oder seitlich, kreisförmig oder kegelförmig mit enger oder breiter Kante.
Die Früchte sind modifizierte Balgfrüchte, die unterschiedlich stark verholzt sein können, oftmals geschnäbelt, manchmal gehornt, meistens verzögernd aufspringend. Die Klappen spalten die Frucht auf ein oder zwei Seiten vollständig oder teilweise auf. Die Samen nehmen den Raum der ganzen Klappe auf oder sind leicht seitlich angrenzend, sind auf einer Seite abgeflacht und besitzen einen distalen oder den Samen umrundenden Flügel, der zwischen den Klappen klammert.

## Systematik
Die Gattung Hakea wurde 1797 von Heinrich Adolph Schrader und Johann Christoph Wendland in Sertum Hannoveranum, 27 aufgestellt. Typusart ist Hakea glabra Schrad. & J.C.Wendl., heute ein Synonym von Hakea teretifolia (Salisb.) Britten subsp. teretifolia. Der Gattungsname Hakea ehrt Baron Christian Ludewig von Hake, der als Leiter des hannoverschen Oberhofbau- und Gartendepartements ein Unterstützer der Wissenschaft und insbesondere der Herrenhäuser Gärten war.

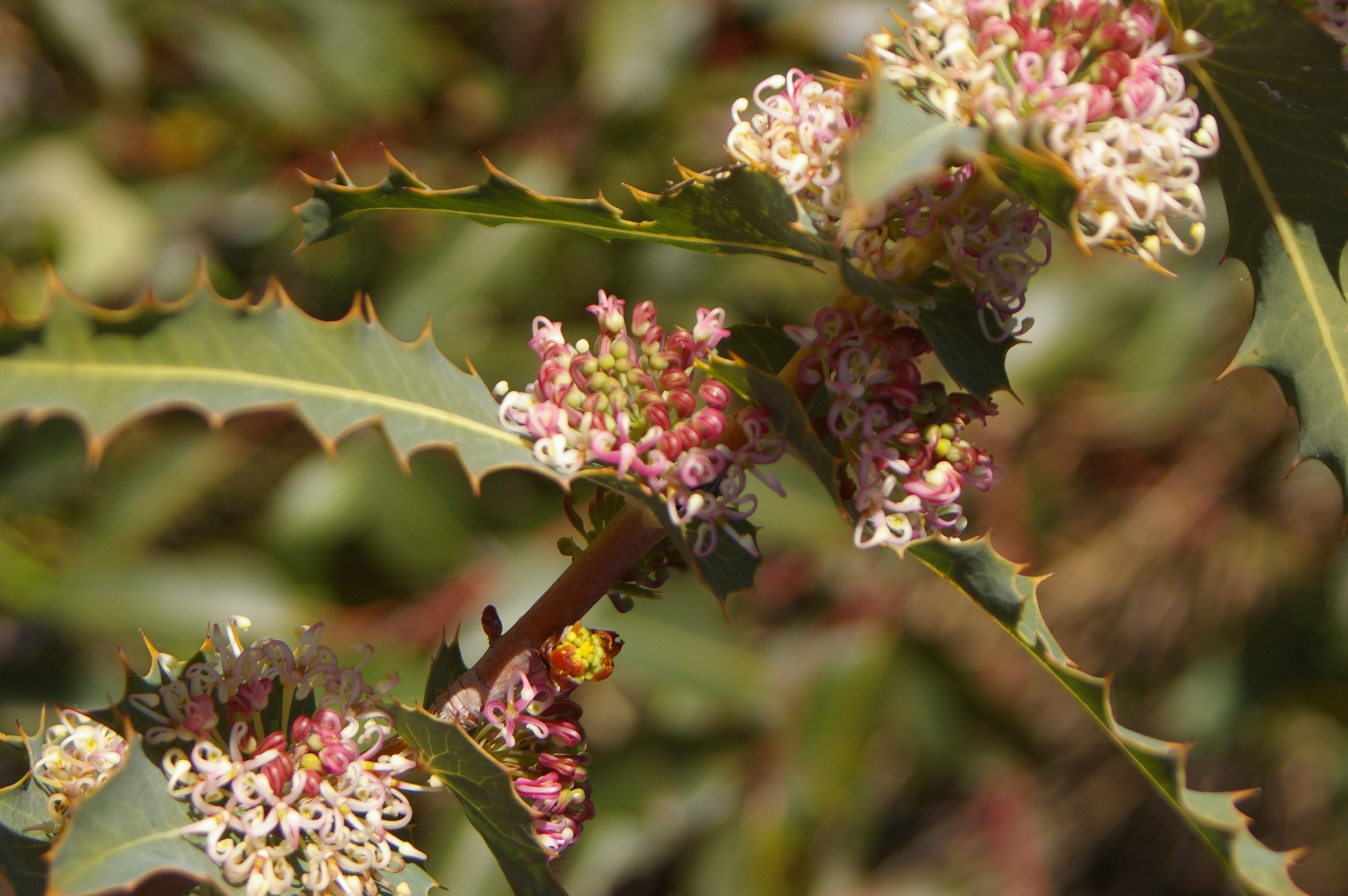
Hakea amplexicaulis

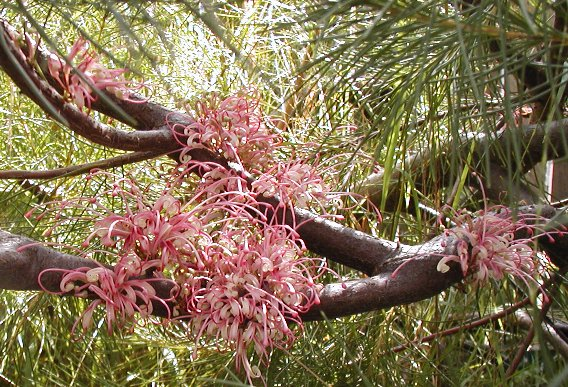
Hakea bakeriana

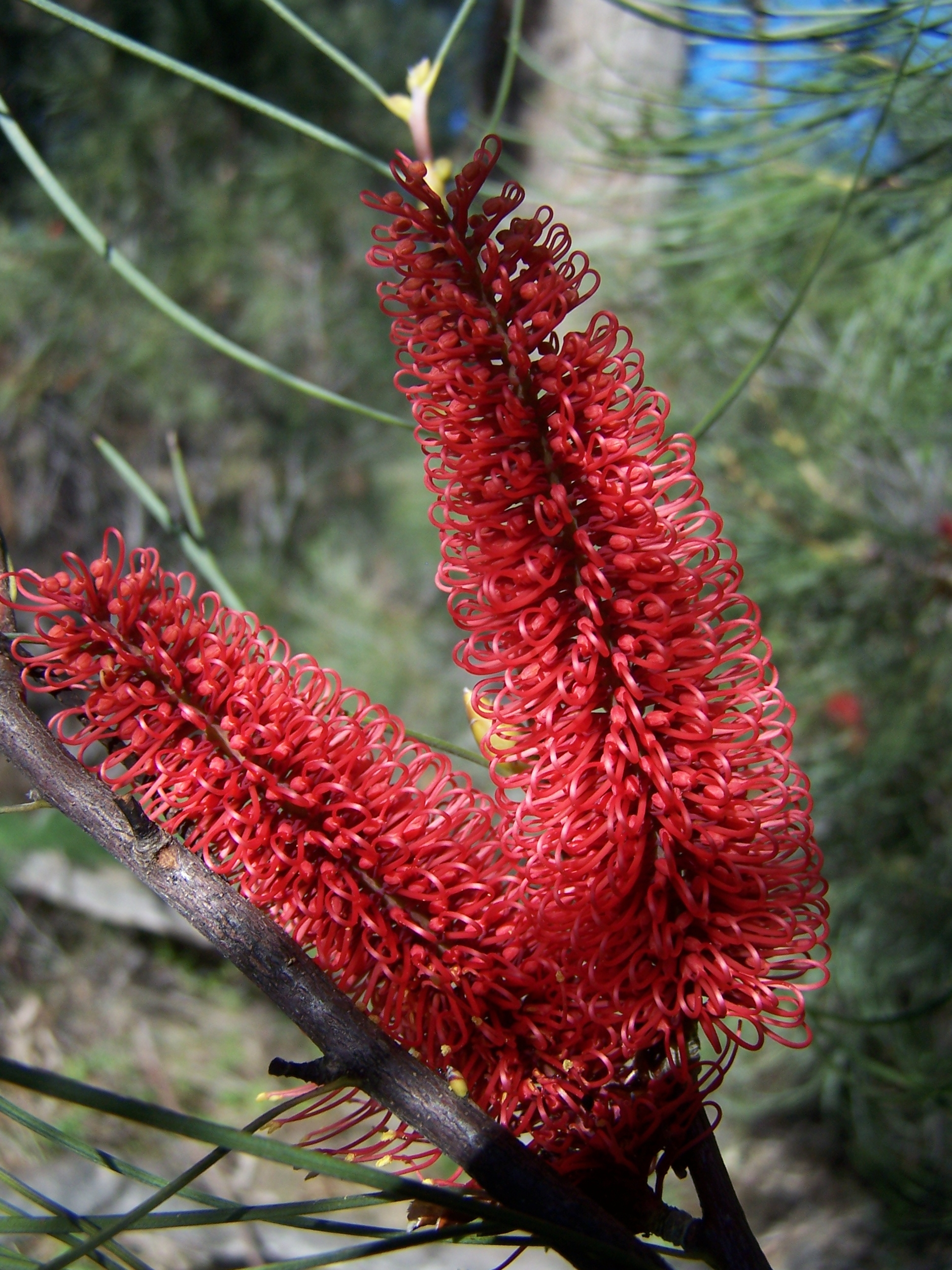
Hakea bucculenta

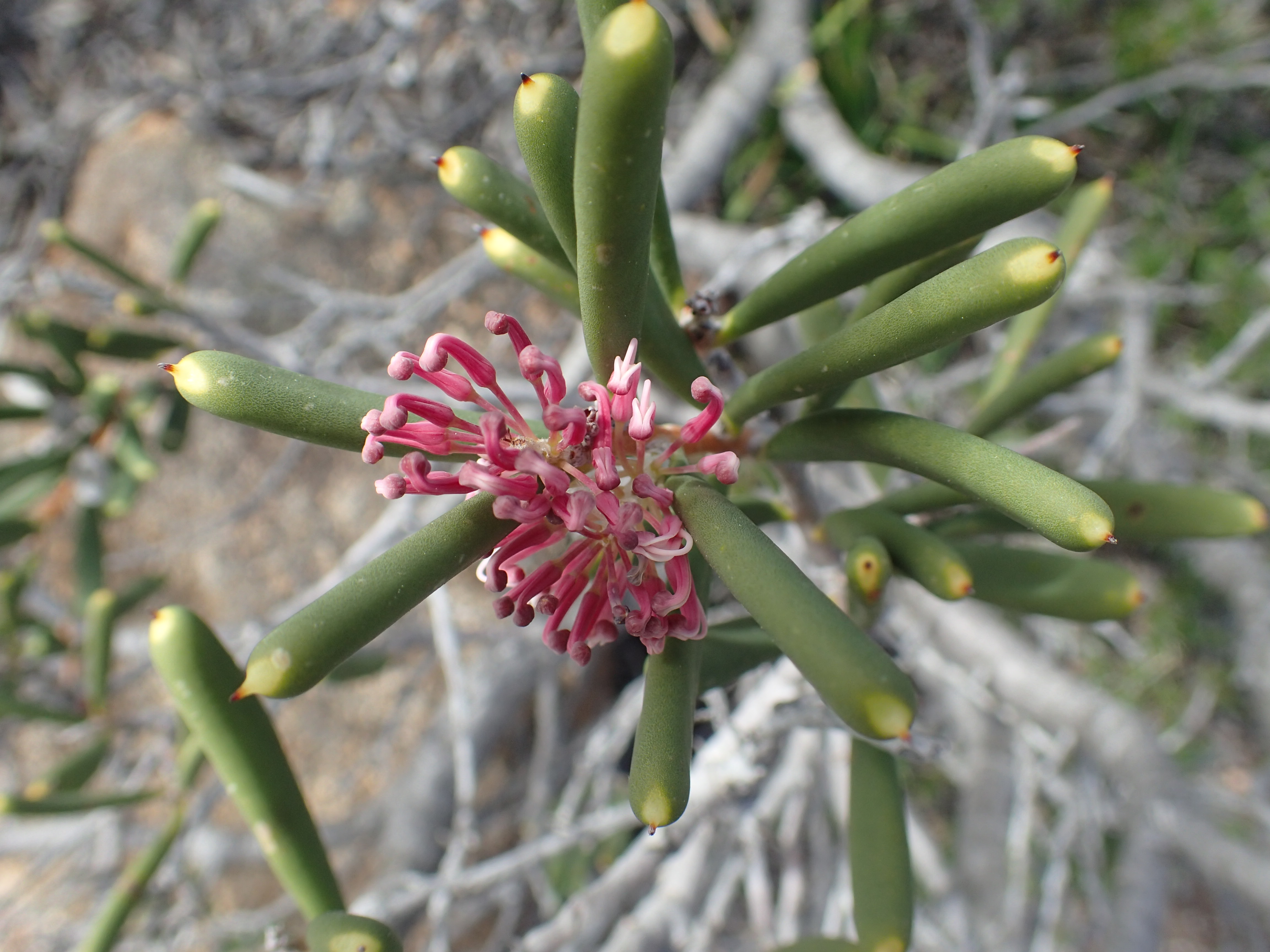
Hakea clavata

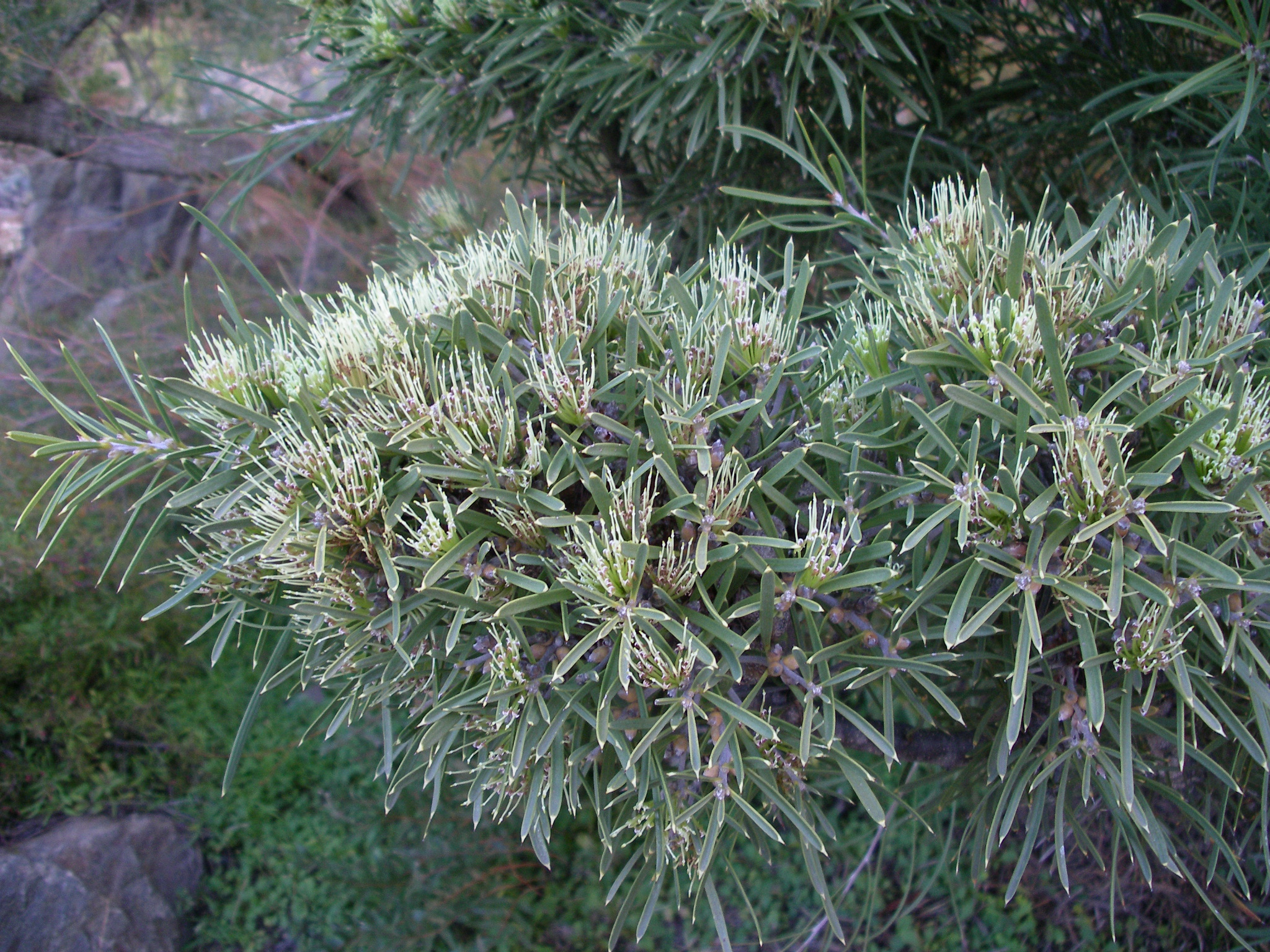
Hakea corymbosa

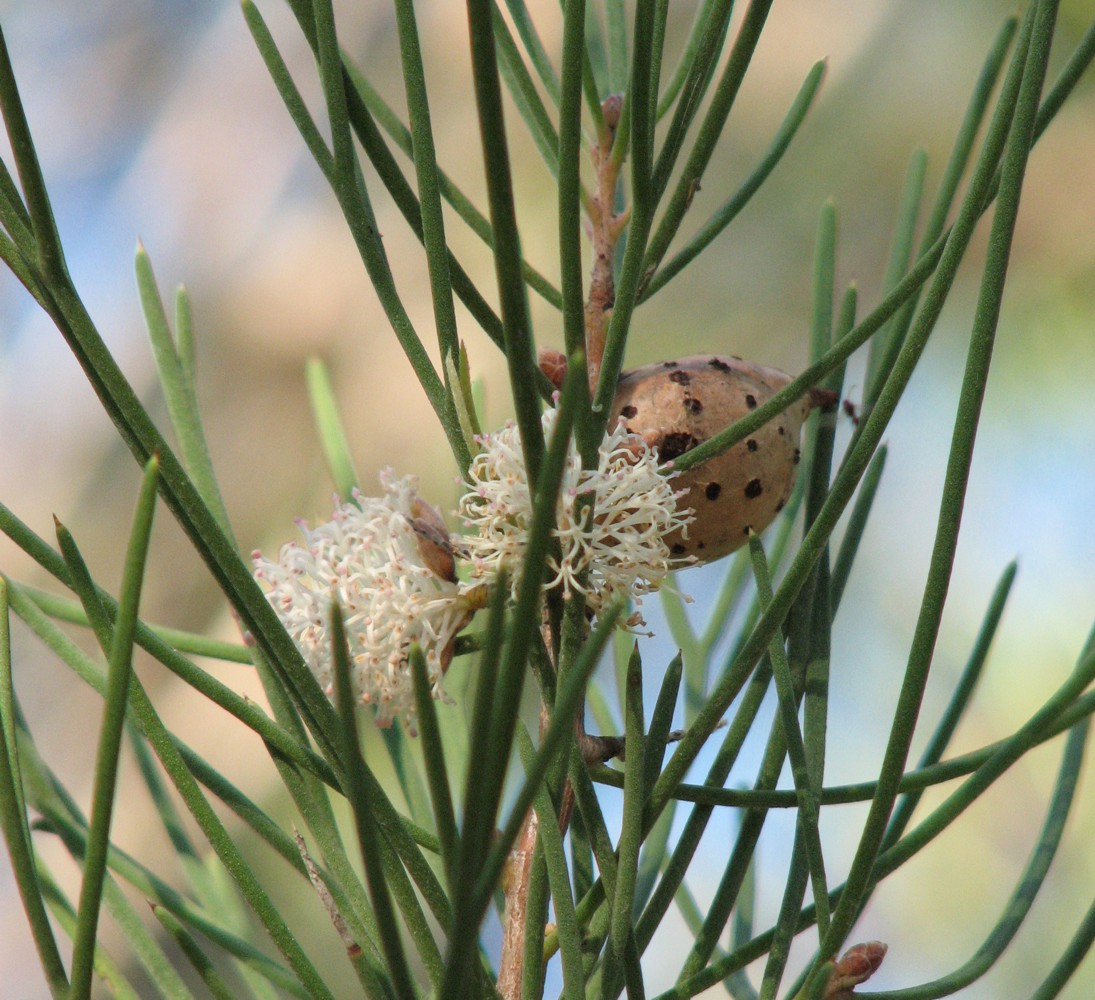
Hakea drupacea

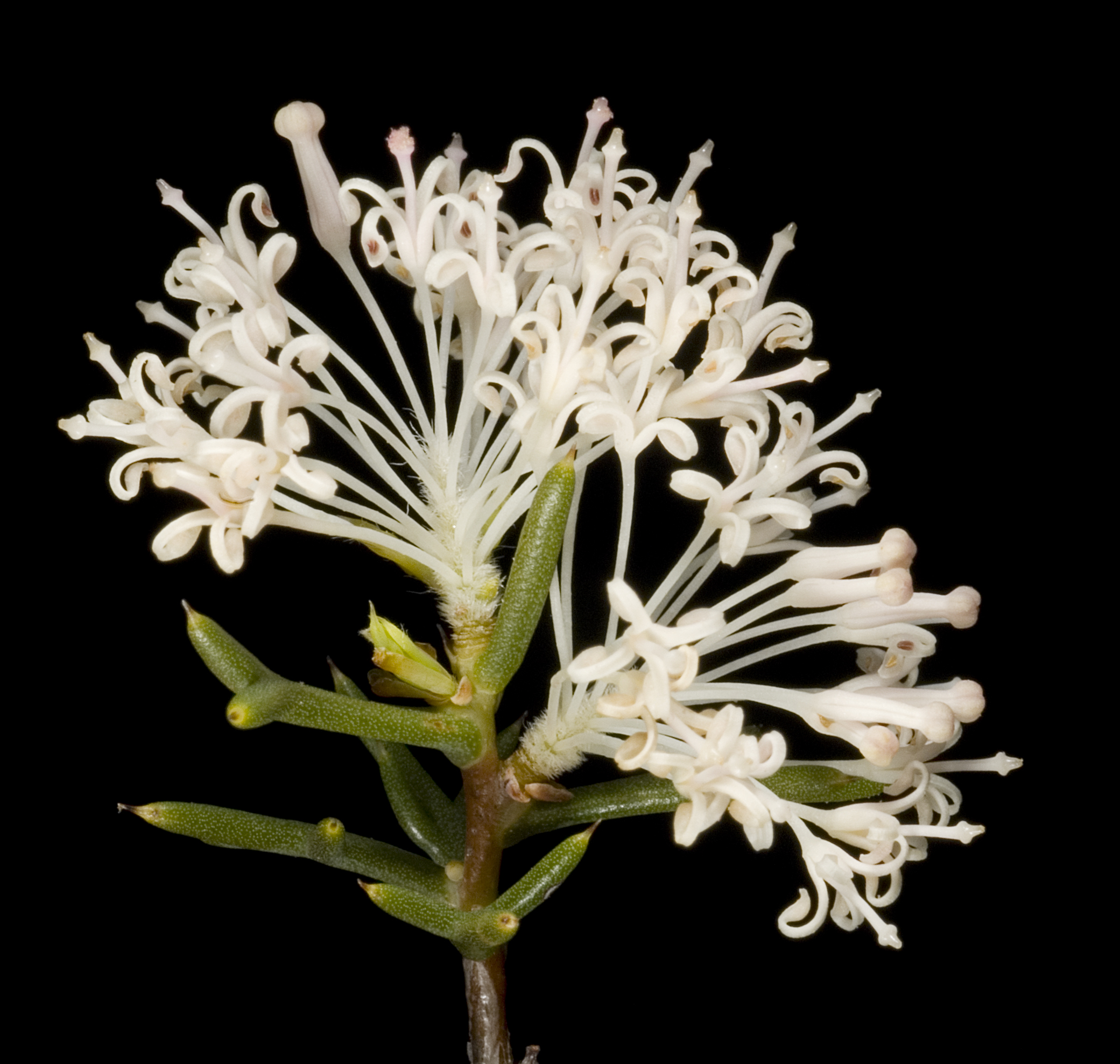
Hakea lissocarpha

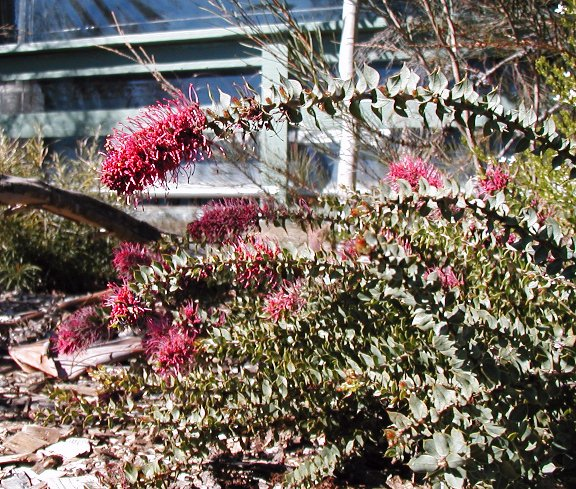
Hakea myrtoides

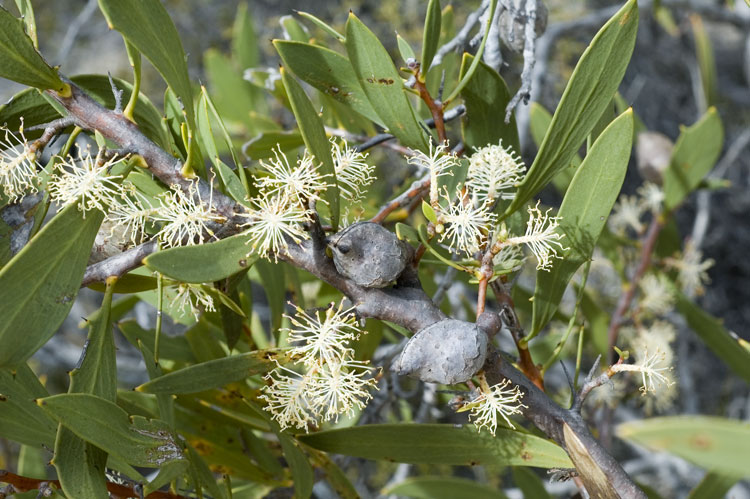
Knotiges Nadelkissen (Hakea nitida)

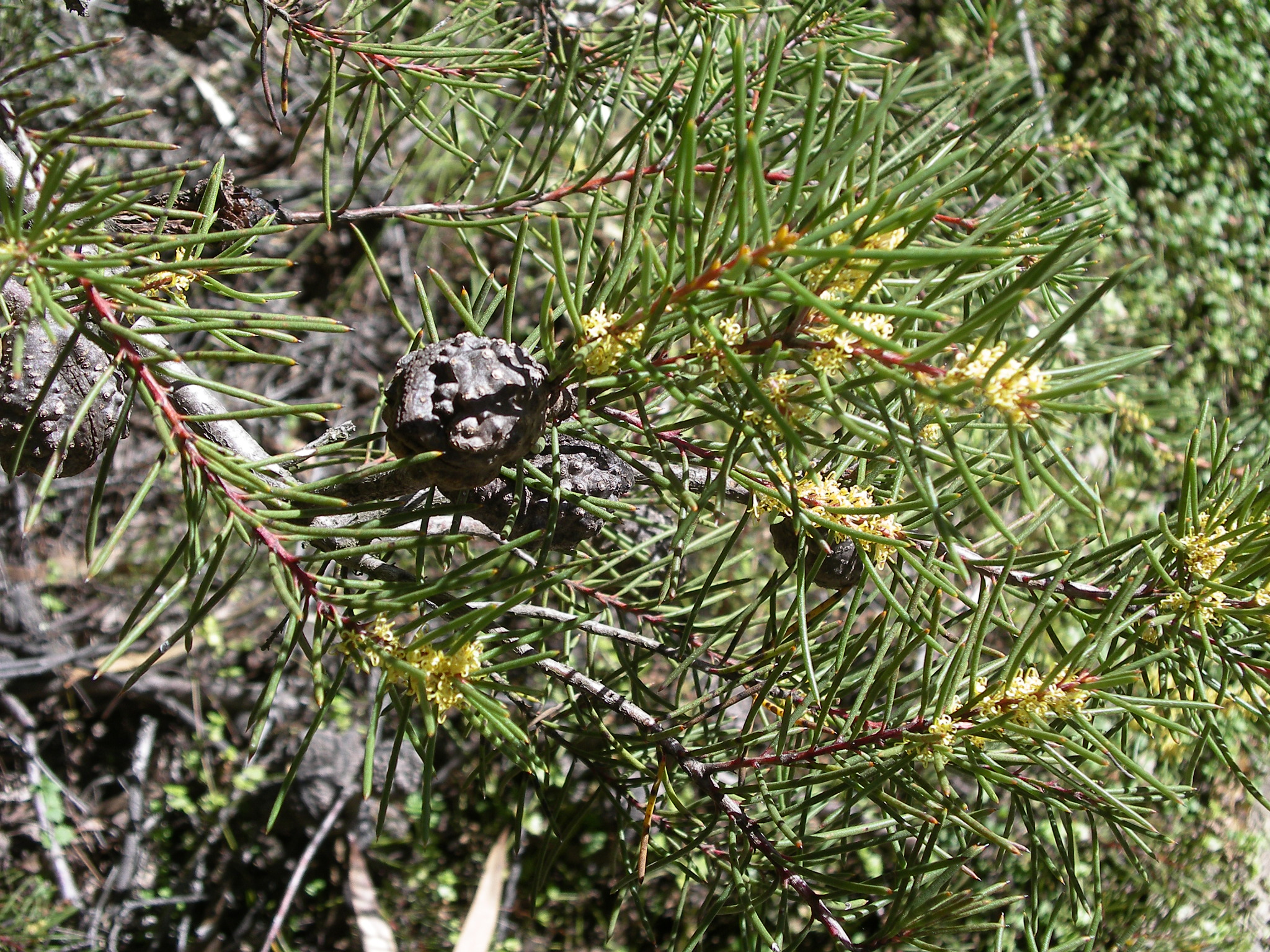
Hakea pachyphylla

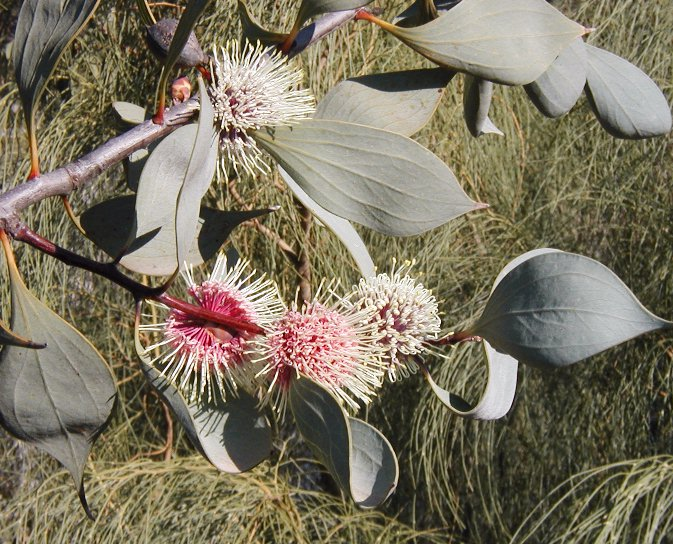
Hakea petiolaris

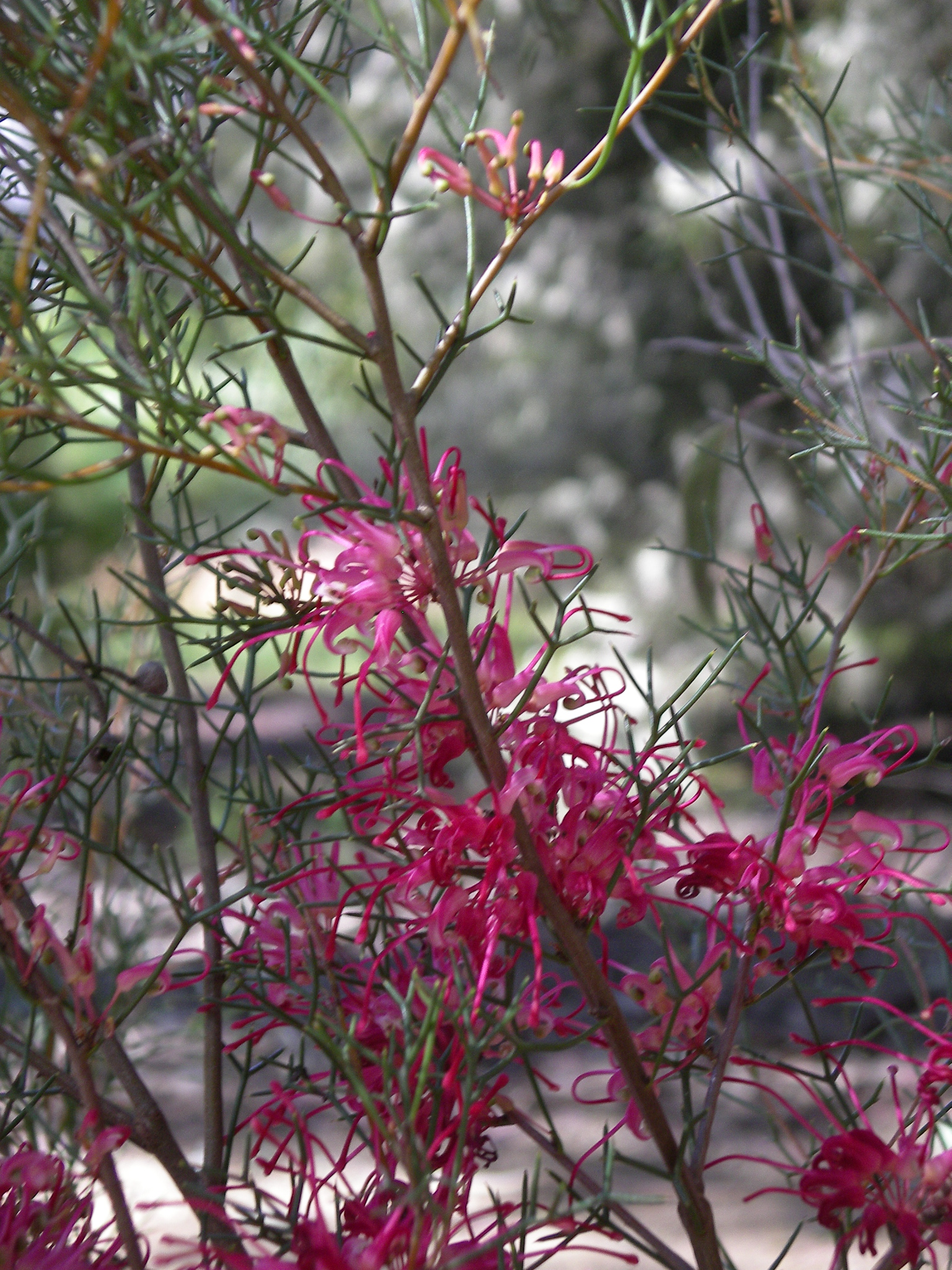
Hakea purpurea

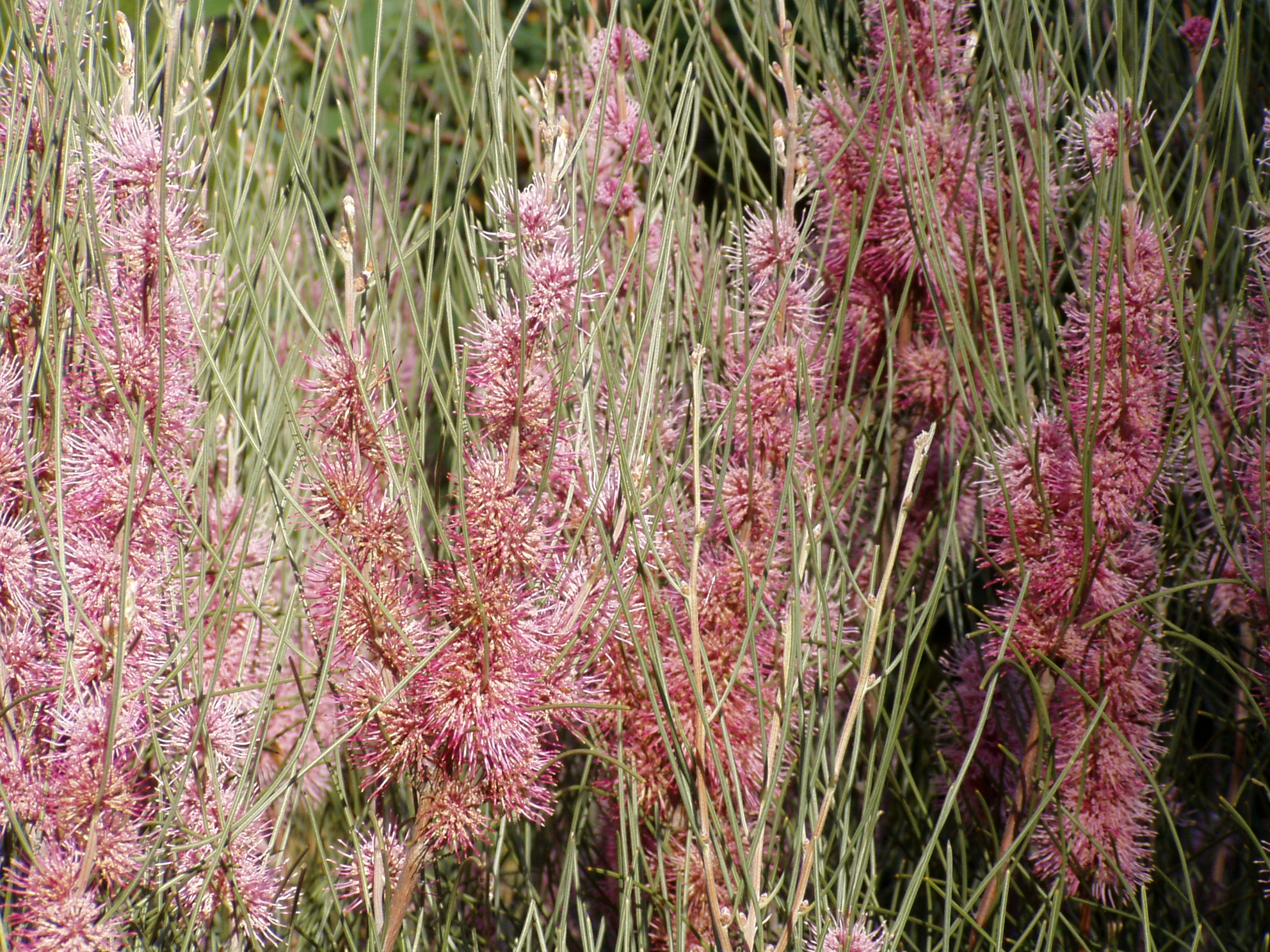
Hakea scoparia

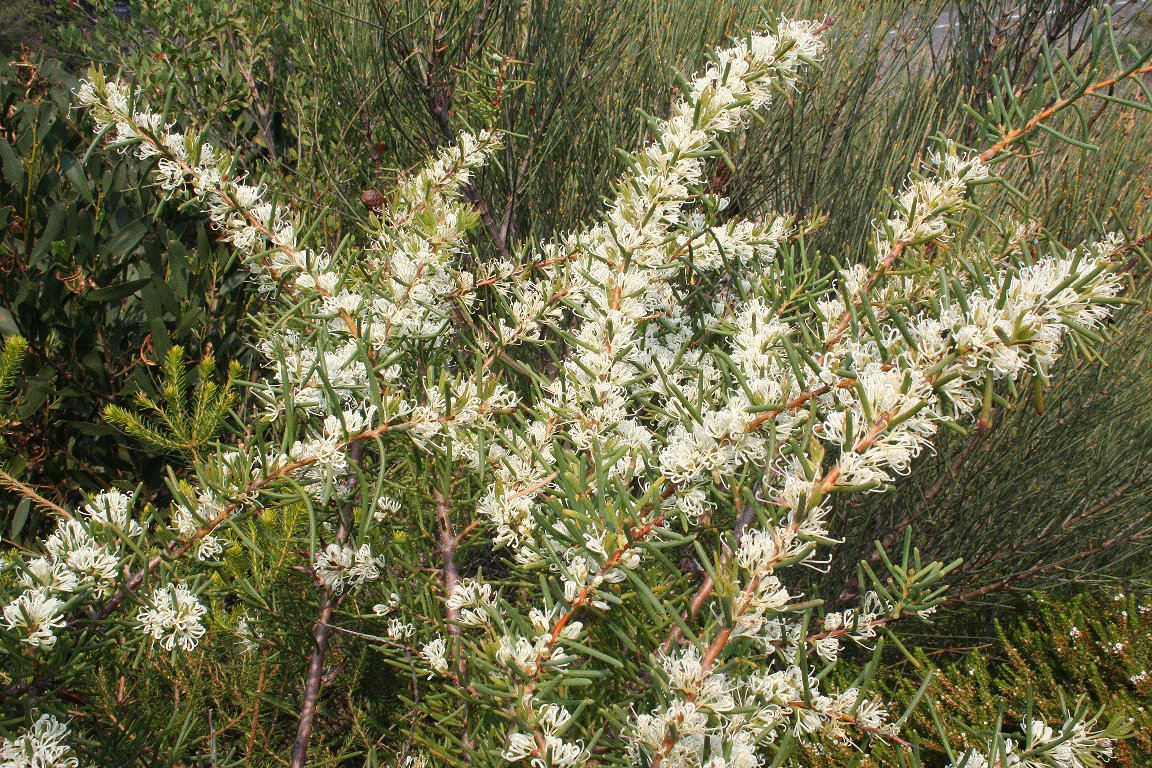
Hakea teretifolia

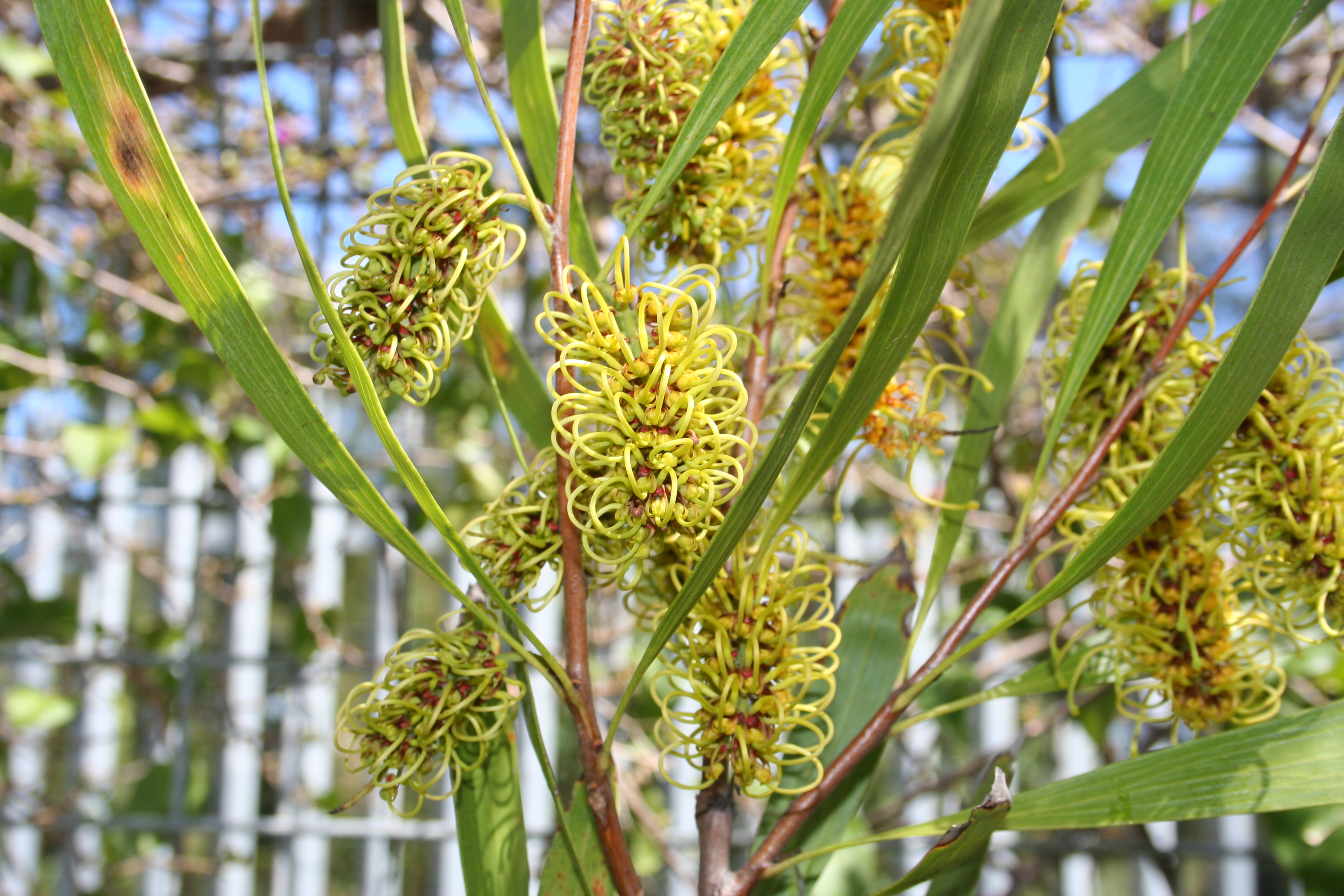
Hakea trineura

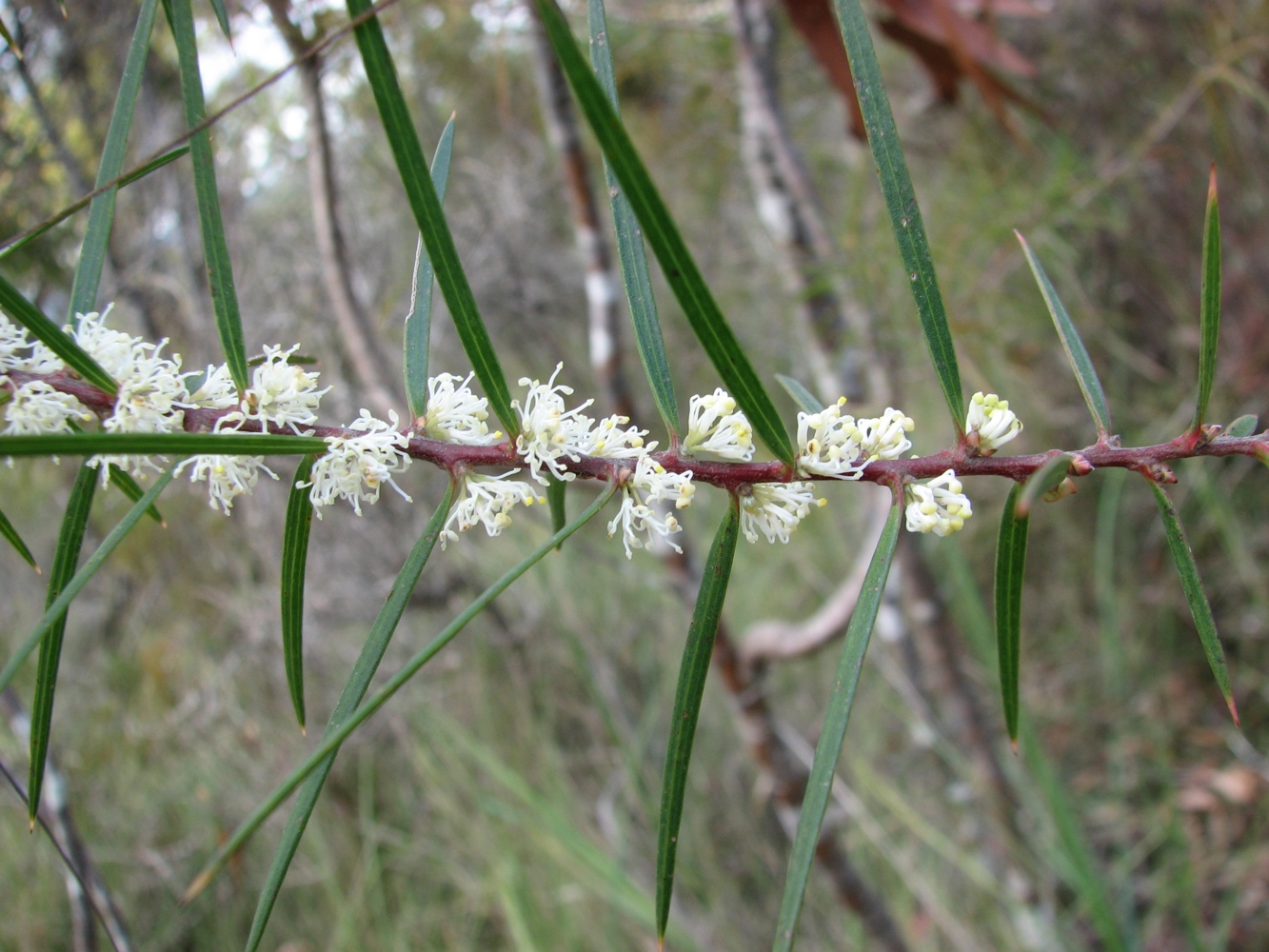
Hakea ulicina

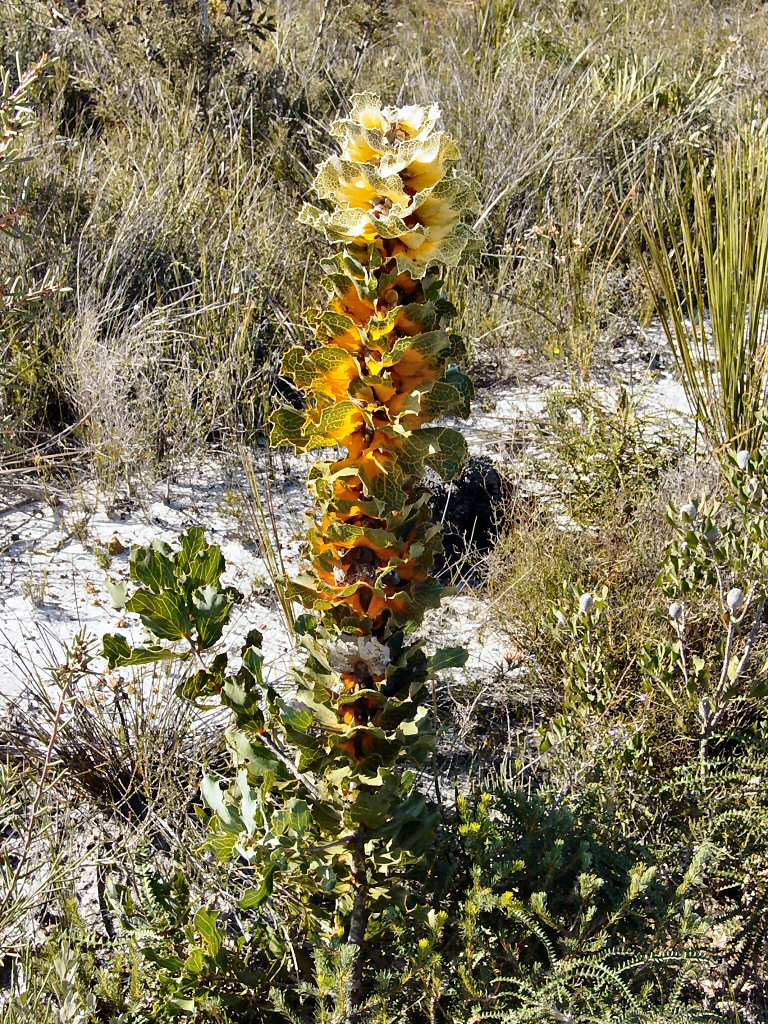
Hakea victoria

Es gibt etwa 150 Hakea-Arten (deutsche Trivialnamen aus Zander 2008):
- Hakea actites W.R.Barker: Sie ist im nordöstlichen New South Wales und im südöstlichen Queensland beheimatet.[2]
- Hakea aculeata A.S.George: Sie kommt in Western Australia vor.[2]
- Hakea acuminata Haegi: Sie kommt nur an 5 Stellen im südlichen Western Australia vor.[2]
- Hakea adnata R.Br.: Sie kommt im südlichen Western Australia vor.[2]
- Hakea aenigma W.R.Barker & Haegi: Sie kommt in South Australia auf Kangaroo Island vor.[2]
- Hakea ambigua Meisn.: Sie kommt im südwestlichen Australien vor.[2]
- Hakea amplexicaulis R.Br.: Sie kommt im südwestlichen Australien vor.[2]
- Hakea anadenia Haegi: Sie kommt im südwestlichen Australien vor.[2]
- Hakea arborescens R.Br.: Sie kommt nur im nördlichen Australien vor.[2]
- Hakea archaeoides W.R.Barker: Sie kommt nur im nordöstlichen New South Wales vor.[2]
- Hakea auriculata Meisn. & Kippist: Sie kommt im westlichen Western Australia vor.[2]
- Hakea bakeriana F.Muell. & Maiden: Sie kommt im östlichen New South Wales vor.[2]
- Hakea baxteri R.Br.: Sie kommt in Western Australia vor.[2]
- Hakea bicornata R.M.Barker: Sie kommt im südlichen Western Australia vor.[2]
- Hakea brachyptera Meisn.: Sie kommt in Western Australia vor.[2]
- Hakea brownii Meisn.: Sie kommt in Western Australia vor.[2]
- Stachliges Nadelkissen (Hakea bucculenta C.A.Gardner): Es kommt im westlichen Western Australia vor.[2]
- Hakea candolleana Meisn.: Sie kommt im westlichen Western Australia vor.[2]
- Hakea carinata F.Muell. ex Meisn.: Sie kommt im südöstlichen Australien vor.[2]
- Hornblättriges Nadelkissen (Hakea ceratophylla (Sm.) R.Br.): Es kommt im südwestlichen Australien vor.[2]
- Hakea chordophylla F.Muell.: Sie kommt in Western Australia, in Northern Territory und in Queensland vor.[2]
- Hakea cinerea R.Br.: Sie kommt im südlichen Western Australia vor.[2]
- Hakea circumalata Meisn.: Sie kommt im westlichen Western Australia vor.[2]
- Hakea clavata Labill.: Sie kommt im südlichen Western Australia vor.[2]
- Hakea collina C.T.White: Sie kommt in Queensland vor.[2]
- Hakea commutata F.Muell.: Sie kommt im südwestlichen Australien vor.[2]
- Hakea conchifolia Hook.: Sie kommt im westsüdwestlichen Western Australia vor.[2]
- Hakea constablei L.A.S.Johnson: Sie kommt nur im östlichen New South Wales vor.[2]
- Hakea corymbosa R.Br.: Sie kommt im südwestlichen Australien vor.[2]
- Hakea costata Meisn.: Sie kommt im westlichen Western Australia vor.[2]
- Hakea cristata R.Br.: Sie kommt im westsüdwestlichen Western Australia vor.[2]
- Hakea cucullata R.Br.: Sie kommt im südwestlichen Australien vor.[2]
- Hornfrüchtiges Nadelkissen (Hakea cyclocarpa Lindl.): Es kommt in Western Australia vor.[2]
- Hakea cycloptera R.Br.: Sie kommt auf der Eyre-Halbinsel im südlichen South Australia vor.[2]
- Hakea cygna Lamont: Sie kommt in zwei Unterarten im südwestlichen Australien vor.[2]
- Handförmiges Nadelkissen (Hakea dactyloides (Gaertn.) Cav.): Es kommt im südöstlichen Australien vor.[2]
- Hakea decurrens R.Br.: Sie kommt in drei Unterarten im südöstlichen Australien vor und ist in Portugal eingebürgert.[2]
- Hakea denticulata R.Br.: Sie kommt im südwestlichen Australien vor.[2]
- Hakea divaricata L.A.S.Johnson: Sie kommt im zentralen Australien vor.[2]
- Hakea dohertyi Haegi: Sie kommt an nur wenigen Stellen in den Blue Mountains im östlichen New South Wales vor.[2]
- Duftendes Nadelkissen (Hakea drupacea (C.F.Gaertn.) Roem. & Schult., Syn.: Hakea suaveolens R.Br.): Es kommt im südwestlichen und im südöstlichen Australien vor.[2]
- Hakea ednieana Tate: Sie kommt nur im südlichen zentralen Australien vor.[2]
- Hakea elliptica (Sm.) R.Br.: Sie kommt im südwestlichen Western Australia vor.[2]
- Hakea eneabba Haegi: Sie kommt im westsüdwestlichen Western Australia vor.[2]
- Hakea epiglottis Labill.: Sie kommt in zwei Unterarten in Tasmanien vor.[2]
- Hakea erecta Lamont: Sie kommt im südwestlichen Australien vor.[2]
- Hakea eriantha R.Br.: Sie kommt vom südöstlichen Queensland bis ins südöstliche Australien vor.[2]
- Hakea erinacea Meisn.: Sie kommt im westsüdwestlichen Western Australia vor.[2]
- Hakea eyreana (S.Moore) McGill.: Sie kommt im zentralen Australien vor.[2]
- Hakea falcata R.Br.: Sie kommt im südwestlichen Australien vor.[2]
- Rostfarbenes Nadelkissen (Hakea ferruginea Sweet): Es kommt im südwestlichen Australien vor.[2]
- Hakea flabellifolia Meisn.: Sie kommt im westlichen Western Australia vor.[2]
- Hakea florida R.Br.: Sie kommt im südwestlichen Australien vor.[2]
- Hakea florulenta Meisn.: Sie kommt vom südöstlichen Queensland bis ins nordöstliche New South Wales vor.[2]
- Hakea francisiana F.Muell.: Sie kommt vom südlichen Western Australia bis zum südlichen South Australia vor.[2]
- Hakea fraseri R.Br.: Sie kommt nur in New South Wales vor.[2]
- Hakea gibbosa (Sm.) Cav.: Sie kommt im östlichen New South Wales vor und ist ein Neophyt in Südafrika und Neuseeland.[2]
- Hakea gilbertii Kippist: Sie kommt im südwestlichen Australien vor.[2]
- Hakea grammatophylla (F.Muell.) F.Muell.: Sie kommt im südlichen Northern Territory vor.[2]
- Hakea hastata Haegi: Sie kommt im südwestlichen Australien vor.[2]
- Hakea hookeriana Meisn.: Sie kommt im südwestlichen Australien vor.[2]
- Hakea horrida C.A.Gardner ex R.M.Barker: Sie kommt im südwestlichen Australien vor.[2]
- Hakea ilicifolia R.Br.: Sie kommt in Western Australia vor.[2]
- Hakea incrassata R.Br.: Sie kommt im südwestlichen Australien vor.[2]
- Hakea invaginata B.L.Burtt: Sie kommt im südwestlichen Australien vor.[2]
- Hakea ivoryi F.M.Bailey: Sie kommt nur im südwestlichen Queensland und im nordwestlichen New South Wales vor.[2]
- Hakea kippistiana Kippist & Meisn.: Sie kommt in Western Australia vor.[2]
- Hakea laevipes Gand.: Sie kommt in zwei Unterarten im östlichen New South Wales vor.[2]
- Hakea lasiantha R.Br.: Sie kommt im südwestlichen Australien vor.[2]
- Hakea lasianthoides Rye: Sie kommt im südwestlichen Australien vor.[2]
- Hakea lasiocarpha R.Br.: Sie kommt im südwestlichen Western Australia vor.[2]
- Ballförmiges Nadelkissen (Hakea laurina R.Br.): Es kommt im südwestlichen Australien vor.[2]
- Hakea lehmanniana Meisn.: Sie kommt im südwestlichen Australien vor.[2]
- Ausläufer-Nadelkissen (Hakea leucoptera R.Br.): Es kommt in zwei Unterarten in Australien vor.[2]
- Hakea linearis R.Br.: Sie kommt im südwestlichen Australien vor.[2]
- Hakea lissocarpha R.Br.: Sie kommt im westlichen und im südwestlichen Australien vor.[2]
- Hakea lissosperma R.Br.: Sie kommt im südöstlichen Australien und in Tasmanien vor.[2]
- Hakea longiflora (Benth.) R.M.Barker: Sie kommt im westsüdwestlichen Western Australia vor.[2]
- Hakea loranthifolia Meisn.: Sie kommt im südwestlichen Australien vor.[2]
- Hakea lorea (R.Br.) R.Br.: Sie kommt in zwei Unterarten im nördlichen und im zentralen Australien vor.[2]
- Hakea maconochieana Haegi: Sie kommt an wenigen Stellen im südlichen Queensland vor.[2]
- Hakea macraeana F.Muell.: Sie kommt im südlichen New South Wales vor.[2]
- Hakea macrocarpa A.Cunn. ex R.Br.: Sie kommt in Western Australia, in Northern Territory und im westlichen Queensland vor.[2]
- Hakea macrorrhyncha W.R.Barker: Sie kommt vom südöstlichen Queensland bis ins nordöstliche New South Wales vor.[2]
- Hakea marginata R.Br.: Sie kommt im südwestlichen Australien vor.[2]
- Hakea megadenia R.M.Barker: Sie kommt nur in Tasmanien vor.[2]
- Hakea megalosperma Meisn.: Sie kommt im westlichen Western Australia vor.[2]
- Hakea meisneriana Kippist: Sie kommt im südwestlichen Australien vor.[2]
- Hakea microcarpa R.Br.: Sie kommt in Australien vor.[2]
- Hakea minyma Maconochie: Sie kommt in Australien vor.[2]
- Hakea mitchellii Meisn.: Sie kommt vom südlichen South Australia bis zum westlichen Victoria vor.[2]
- Hakea multilineata Meisn.: Sie kommt im südwestlichen Australien vor.[2]
- Hakea myrtoides Meisn.: Sie kommt im westsüdwestlichen Western Australia vor.[2]
- Hakea neurophylla Meisn.: Sie kommt im westsüdwestlichen Western Australia vor.[2]
- Hakea newbeyana R.M.Barker: Sie kommt im südwestlichen Australien vor.[2]
- Knotiges Nadelkissen (Hakea nitida R.Br.): Es kommt im südwestlichen und im südlichen Western Australia vor.[2]
- Hakea nodosa R.Br.: Sie kommt im südöstlichen Australien vor.
- Hakea obliqua R.Br.: Sie kommt in zwei Unterarten im südwestlichen Australien vor.[2]
- Stumpfes Nadelkissen (Hakea obtusa Meisn.): Es kommt im südlichen Western Australia vor.[2]
- Hakea ochroptera W.R.Barker: Sie kommt im nordöstlichen New South Wales vor.[2]
- Hakea oldfieldii Benth.: Sie kommt im südwestlichen Australien vor.[2]
- Ölbaumblättriges Nadelkissen (Hakea oleifolia (Sm.) R.Br.): Es kommt im südwestlichen Australien vor.[2]
- Hakea oligoneura K.A.Sheph. & R.M.Barker: Sie kommt in Western Australia vor.
- Hakea orthorrhyncha F.Muell.: Sie kommt im westlichen Western Australia vor.[2]
- Hakea pachyphylla Sieber ex Spreng.: Sie kommt nur in den Blue Mountains im östlichen New South Wales vor.[2]
- Hakea pandanicarpa R.Br.: Sie kommt in zwei Unterarten im südlichen Western Australia vor.[2]
- Hakea pedunculata F.Muell.: Sie kommt nur im nördlichen Queensland vor.[2]
- Hakea pendens R.M.Barker: Sie kommt im südwestlichen Australien vor.[2]
- Hakea persiehana F.Muell.: Sie kommt nur im nördlichen Queensland vor.[2]
- Hakea petiolaris Meisn.: Sie kommt in drei Unterarten im westsüdwestlichen Western Australia vor.[2]
- Breitsamiges Nadelkissen (Hakea platysperma Hook.): Es kommt im westlichen und im südwestlichen Australien vor.[2]
- Hakea plurinervia F.Muell. ex Benth.: Sie kommt in Queensland vor.[2]
- Hakea polyanthema Diels: Sie kommt im westlichen Western Australia vor.[2]
- Hakea preissii Meisn.: Sie kommt in Western Australia vor.[2]
- Hakea pritzelii Diels: Sie kommt im südwestlichen Western Australia vor.[2]
- Hakea propinqua A.Cunn.: Sie kommt nur im östlichen New South Wales vor.[2]
- Hakea prostrata R.Br.: Sie kommt im südwestlichen Australien vor.[2]
- Hakea psilorrhyncha R.M.Barker: Sie kommt im westlichen Western Australia vor.[2]
- Hakea pulvinifera L.A.S.Johnson: Sie ist nur von einer Population in New South Wales bekannt.[2]
- Hakea purpurea Hook.: Sie kommt vom südlichen Queensland bis ins nördliche New South Wales vor.[2]
- Hakea pycnoneura Meisn.: Sie kommt im südwestlichen Australien vor.[2]
- Hakea recurva Meisn.: Sie kommt in zwei Unterarten in Western Australia vor.[2]
- Hakea repullulans H.M.Lee: Sie kommt im südöstlichen Australien vor.[2]
- Hakea rhombales F.Muell.: Sie kommt im zentralen Australien vor.[2]
- Hakea rigida C.A.Gardner ex Haegi: Sie kommt im südwestlichen Australien vor.[2]
- Hakea rostrata F.Muell. ex Meisn.: Sie kommt vom südlichen South Australia bis ins westliche Victoria vor.[2]
- Hakea rugosa R.Br.: Sie kommt vom südlichen South Australia bis ins westliche Victoria vor.[2]
- Hakea ruscifolia Labill.: Sie kommt im südwestlichen Australien vor.[2]
- Weidenblättriges Nadelkissen (Hakea salicifolia (Vent.) B.L.Burtt): Es kommt im zwei Unterarten im östlichen Australien vor.[2]
- Hakea scoparia Meisn.: Sie kommt in zwei Unterarten im südwestlichen Australien vor.[2]
- Nadelblättriges Nadelkissen (Hakea sericea Schrad. & J.C.Wendl.): Es kommt im östlichen und im südöstlichen Australien vor.[2]
- Hakea smilacifolia Meisn.: Sie kommt im südwestlichen Australien vor.[2]
- Hakea spathulata (Benth.) R.M.Barker: Sie kommt in Western Australia vor.[2]
- Hakea standleyensis Maconochie: Sie kommt im südlichen Northern Territory vor.[2]
- Hakea stenocarpa R.Br.: Sie kommt im südwestlichen Australien vor.[2]
- Hakea stenophylla A.Cunn. ex R.Br.: Sie kommt in zwei Unterarten nur im nordwestlichen Western Australia vor.[2]
- Hakea strumosa Meisn.: Sie kommt im südwestlichen Western Australia vor.[2]
- Hakea subsulcata Meisn.: Sie kommt im südwestlichen Australien vor.[2]
- Hakea sulcata R.Br.: Sie kommt im südwestlichen Australien vor.[2]
- Hakea tephrosperma R.Br.: Sie kommt im südöstlichen Australien vor.[2]
- Hakea teretifolia (Salisb.) Britten: Sie kommt in zwei Unterarten im östlichen New South Wales vor.[2]
- Hakea trifurcata (Sm.) R.Br.: Sie kommt im südwestlichen Australien vor.[2]
- Hakea trineura (F.Muell.) F.Muell.: Sie kommt in Queensland vor.[2]
- Hakea tuberculata R.Br.: Sie kommt im südwestlichen und im südlichen Western Australia vor.[2]
- Hakea ulicina R.Br.: Sie kommt im südöstlichen Australien vor.[2]
- Hakea undulata R.Br.: Sie kommt im südwestlichen Australien vor.[2]
- Hakea varia R.Br.: Sie kommt im südwestlichen Australien vor.[2]
- Hakea verrucosa F.Muell.: Sie kommt im südlichen Western Australia vor.[2]
- Hakea victoria J.Drumm.: Sie kommt im südlichen Western Australia vor.[2]
- Hakea vittata R.Br.: Sie kommt im südöstlichen South Australia vor.[2]